# Jost Bürgi

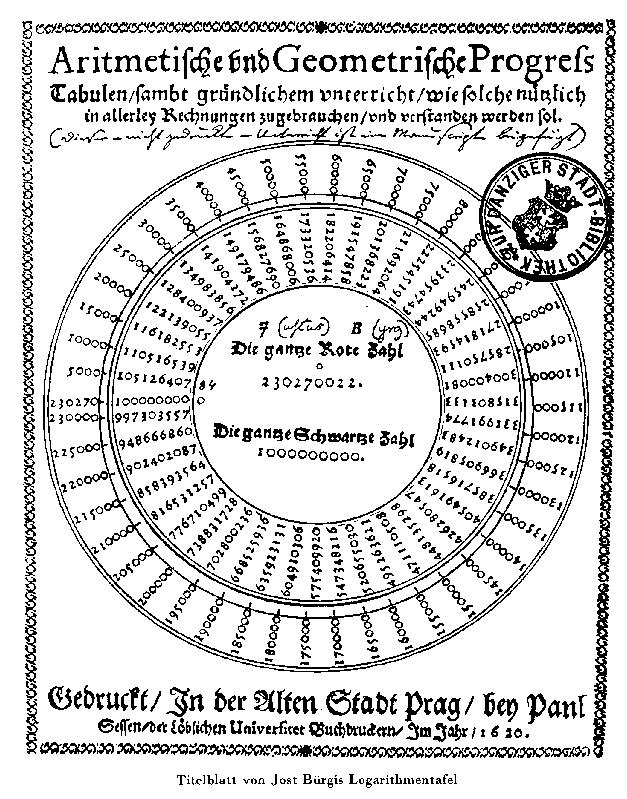
Titulní list Bürgiho logaritmů (Praha 1620)

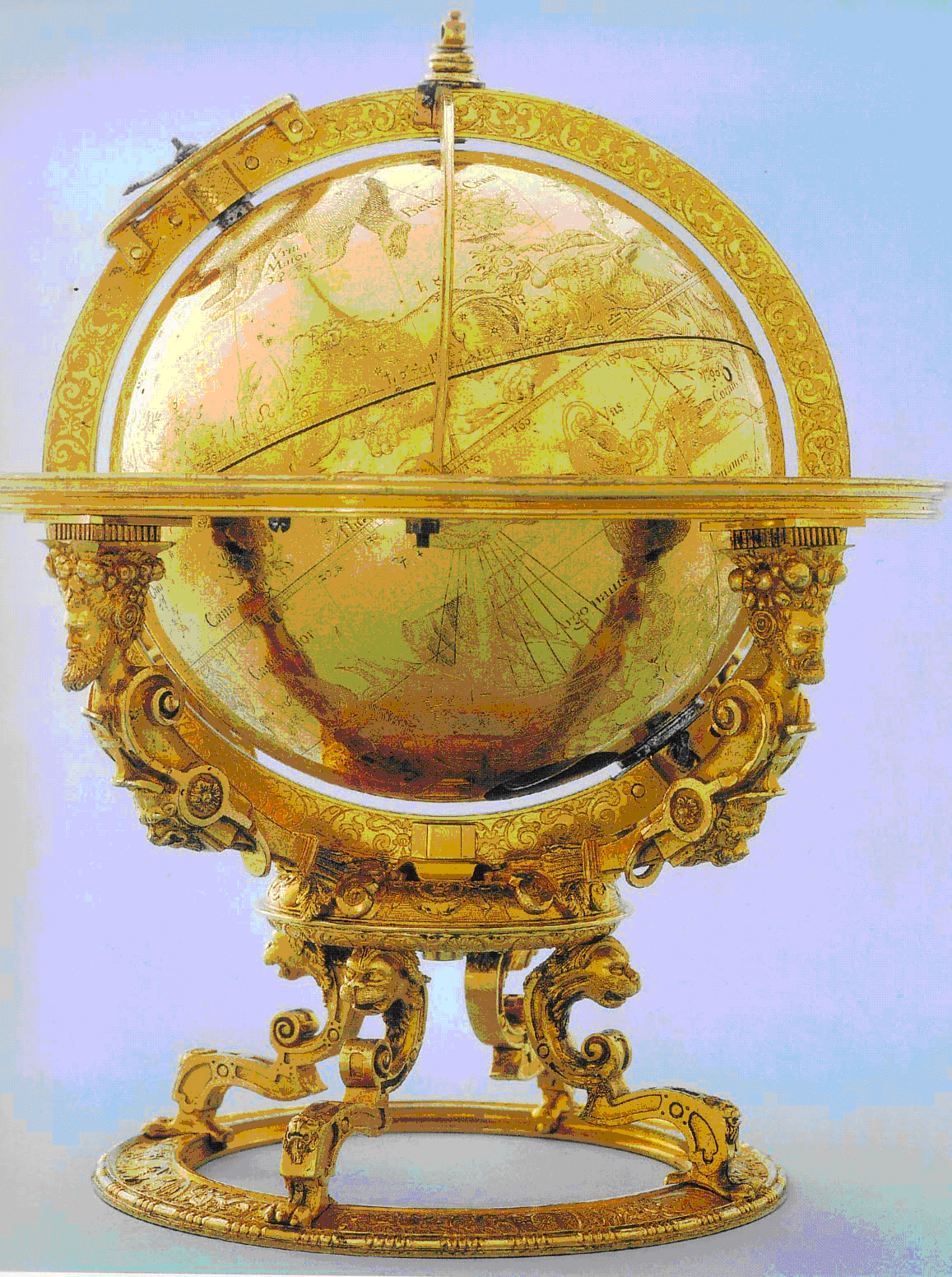
Mechanický celestiální glóbus (1594)

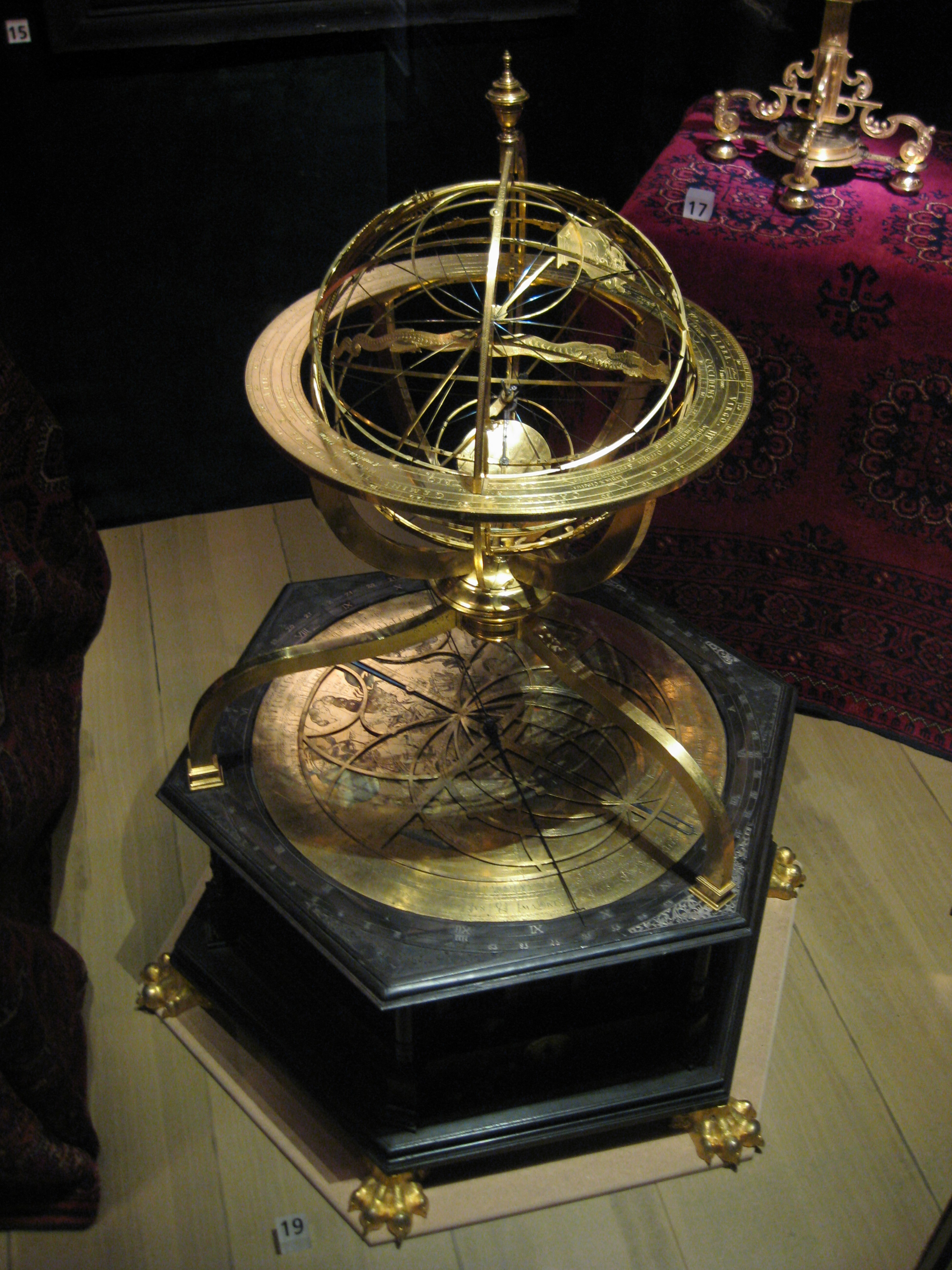
Armilární sféra s hodinami (1585, dnes Stockholm)

Jost Bürgi, také Joost nebo Jobst (28. února 1552 Lichtensteig – 31. ledna 1632 Kassel) byl švýcarský matematik, astronom a vynálezce, dvorní hodinář císaře Rudolfa II.

## Život
O jeho mládí není známo téměř nic. Protože neuměl latinsky, lze předpokládat, že neměl vyšší školní vzdělání. Snad pracoval ve Štrasburku s bratry Habrechtovými na druhém štrasburském orloji a tam snad získal i své matematické znalosti u Konráda Dasypodia. Je možné, že se vzdělával i v Itálii a jako tovaryš v Německu. V letech 1579-1604 byl dvorním astronomem a hodinářem hraběte Viléma IV. Hesensko-Kasselského na hvězdárně v Kasselu, jedné z prvních stálých institucí toho druhu. Tam se také dvakrát oženil, ale zůstal bezdětný. Mezi roky 1592 a 1594 navštívil poprvé Prahu, kde předal císaři Rudolfovi své hodiny s planetáriem jako dar hraběte Viléma. V letech 1604-1631 byl na vyžádání Rudolfa II. císařským hodinářem a astronomem v Praze, kde v letech 1604-1612 spolupracoval s astronomem Johannem Keplerem a roku 1620 uveřejnil vůbec první logaritmické tabulky. Roku 1631 se vrátil do Kasselu, kde o rok později zemřel.

## Dílo
Bürgi byl neobyčejně všestranný a originální vědec, konstruktér i řemeslník. Jeho zachované mechanické glóbusy, které ho nejvíce proslavily, vynikají dokonalým zpracováním i originální konstrukcí. To platí ještě víc pro jeho stolní astronomické hodiny složité prostorové konstrukce s několika ciferníky. Hodiny v křišťálové schránce, vyrobené v Praze (dnes ve Vídni), jsou vůbec první hodiny se sekundovým ukazatelem. Mají také zajímavý stroj se dvěma protiběžnými lihýři a remontoirem, aby se zvýšila přesnost chodu. Bürgi užíval ocelová, silně odlehčená a dokonale vyvážená kola a i dokonalé zpracování a tvar zubů svědčí o vyspělém technickém myšlení. Některé hodiny a glóbusy odpovídají ještě ptolemaiovské astronomii, ale hodiny s vyrovnáváním slunečního času z roku 1591 vycházejí už z koperníkovské, heliocentrické astronomie. V letech 1586-1587 bylo pro Bürgiho, který neuměl latinsky, přeloženo Koperníkovo stěžejní dílo De revolutionibus orbium coelestium.
Mezi jeho povinnosti v Kasselu i v Praze patřila údržba měřicích přístrojů, a Bürgi je při této příležitost také různě zdokonaloval a vytvářel nové. Z jeho dílny pochází první kovový sextant, univerzální redukční kružítko pro převod vzdáleností do jiného měřítka, triangulační přístroj na měření vzdáleností a přístroj pro perspektivní kreslení.
Neprávem zůstalo dlouho ve stínu jeho matematické dílo. Bürgi objevil diferenční počet, předchůdce infinitesimálního počtu v oboru celých čísel, který pak používal k výpočtu matematických řad. Tak vznikly po roce 1592 jeho (nezachované) tabulky funkce sinus, odstupňované po dvou úhlových sekundách a na ně patrně navázaly Bürgiho logaritmické tabulky. Podle svědectví Keplerova je vypracoval ještě před rokem 1610, ale publikoval v Praze až roku 1620, a to bez návodu, který byl nalezen a vydán až roku 1856. Primát tak připadl Johnu Napierovi, který tuto metodu publikoval 1614, nicméně teprve Bürgi uveřejnil skutečné tabulky s osmi platnými ciframi, uspořádané ovšem obráceně jako tabulky antilogaritmů. Pražský tisk z roku 1620 má 83 stránek čísel, většina exemplářů se však v následujících válkách ztratila.

## Ocenění
Na měsíci je po něm pojmenován kráter Byrgius a v Kasselu Bürgiho ulice.